# إقليم هارداب
إقليم هارداب هي أقليم في ناميبيا، بلغ عدد سكانها 63٬571  نسمة، عاصمتها Mariental, Namibia ‏، تبلغ مساحتها 68٬249 كيلومتر مربع.

## الموقع
تشترك في الحدود مع:
- كيب الشمالية
- إقليم كاراس.

## التقسيمات الإدارية
- Gibeon Constituency [الإنجليزية]‏
- Maltahöhe [الإنجليزية]‏
- Mariental, Namibia [الإنجليزية]‏
- ريهوبوث.